# Frederik Julius Bech
Frederik Julius Bech (født 8. august 1758 i Middelfart, død 20. december 1822 i Kristiania) var en norsk præst og politiker.
Bech blev 1783 cand. theol., kom som huslærer til generalvejmester Krohg på Munkvold ved Trondhjem, blev senere lærer i denne by og fra 1787 tillige hospitals- og tugthuspræst, 1798 kapellan ved domkirken. Det så ud, som han for stedse skulde forlade Norge, da han 1804 blev udnævnt til stiftsprovst ved Sankt Knuds Kirke i Odense; samme år som han også fik den teologiske doktorgrad i Kiel. Han forfremmedes imidlertid allerede året efter til biskop i Akershus, hvor han virkede til sin død. Som teolog og forkynder var han rationalist, stod derfor helt uforstående lige over for den fra Hans Nielsen Hauge udgående vækkelse.
Men han var socialt interesseret, sværmede vistnok oprigtig for tidens filantropi, var frem for alt virkelysten i kraft af en dyb trang til at gøre sig gældende og til at være med, hvor det gjaldt reformer eller samfundsarbejde. Han var administrativt anlagt og dygtig. Allerede i Trondhjem fik han skolevæsenet forbedret, lærerstandens uddannelse og lønningsforhold højnet, fattigvæsenet ordnet på en efter omstændighederne mønstergyldig måde, adskillige velgørende indretninger sat i gang med levedygtig organisation. Og denne sociale virksomhed fortsatte han i sin biskoptid; han var vicepræces såvel i det Topografiske Selskab fra 1807 som i Selskabet for Norges Vel, da dette oprettedes 1809. 
Men først og fremmest søgte han at spille en rolle i politikken, og her kom ret de karakteregenskaber frem, som gav ham et omtvistet ry i samtid og eftertid. Da han altid vilde stå der, hvor han mente magten lå, blev han typen på en vendekåbe og politisk chancespiller. Betegnende sagde Christian Frederik om hans forhold 1814: "Han skifter Mening, som man skifter Linned". Beck begyndte også året som Frederik VI's underdanige undersåt og absolutismens forkynder, fulgte så Christian Frederik gennem dennes skiftende standpunkter og endte høsten samme år med at blive unionens og svenskernes frasefyldte advokat på det overordentlige Storting og Karl Johans tilsyneladende varme beundrer. 
Den svenske kronprins var til at begynde med kold for hans smiger og tænkte endog på at afsætte Bech som biskop. Men dennes  svenskvenlighed reddede ham og vandt ham snart den kongelige bevågenhed. Vidnesbyrd herom var det, at han allerede 1814 blev prokansler for universitetet og 1815 fik Nordstjerneordenens storkors. Bech trak sig dermed ud af politikken. 1816 deltog han i grundlæggelsen af det norske Bibelselskab og var indtil sin død dettes formand. Som den norske Kirkes primas kronede han 1818 Karl Johan i Trondhjems domkirke.